# Peter Schönström (1682–1746)
Peter Schönström, född 1682, död 1746, var en svensk militär och historisk författare.
Schönström var son till assessorn i Bergskollegium Peter Svedberg, adlad Schönström, och Anna Margareta Behm samt dotterson till bergmästaren och assessorn Albrekt Behm (död 1679).
Schönström deltog i Karl XII polska och ryska fälttåg. Han var ryttmästare vid adelsfanan och handsekreterare åt kungen vid tiden för slaget vid Poltava 1709 och hamnade i rysk fångenskap efter kapitulationen vid Perevolotjna
 Schönström tillbringade tiden som krigsfånge i Solikamsk i Sibirien och använde tiden till att studera ryska och tatariska källor om Nordens tidiga historia. Han återvände till Sverige 1722 efter freden i Nystad 1721. Efter freden befordrades han till överstelöjtnant och tog avsked ur armén 1726. Han var gift med Agneta Skogh.
Hans forskning i Sibirien fanns i handskrift 1741 och publicerades 1816 under titeln En kort anledning till svenska historiens författande av Lorenzo Hammarsköld.